# Angus T. Jones
Angus Turner Jones (Austin, 8 de outubro de 1993) é um ator estadunidense. Ele é mais conhecido pelo papel de Jake Harper, na série de TV, Two and a Half Men.

## Vida pessoal
Angus T. Jones nasceu em Austin, Texas, filho de Kelly Charles Jones e Carey Lynn Claypool. Quando criança viveu por muitos anos em Ontario, Califórnia.
Ele chegou a ser o ator mirim (criança) mais bem pago dos Estados Unidos quando fazia parte do Two and a Half Men.

## Carreira
Angus começou sua carreira de ator aos quatro anos de idade, fazendo comerciais para a TV. Teve seu primeiro papel principal, quando tinha apenas seis anos, no longa-metragem Spot - Um Cão da Pesada. Outras atuações incluem: A Casa Caiu e Desafio do Destino.
No mundo da televisão, Angus protagonizou a produção George - O Rei da Floresta II. Também participou como ator convidado de E.R. e dos filmes Audrey's Rain e Dinner with Friends. E agora é protagonista da série Two and a Half Men. Com o papel de Jake Harper, Angus já ganhou dois Young Artist Awards por Melhor Atuação em uma Comédia para a televisão, como ator coadjuvante/secundário. Na edição de maio de 2008 da People Magazine ele foi listado como um dos adolescentes mais ricos do mundo, recebendo 250 mil dólares por episódio, 6 milhões de dólares por uma temporada de 24 episódios.
Em maio de 2010, foi anunciado que Angus T. Jones é o ator mirim mais bem pago da televisão americana. Segundo a pesquisa, feita pelo jornal "New York Post", o salário dele é de US$ 256 mil por episódio, mas que ele, como todos os atores mirim americanos, devem ver em torno de 30 a 40% desse valor.

Em novembro de 2012, Angus publicou um vídeo dizendo que por ter se tornado frequentador da Igreja Adventista do Sétimo Dia, não se sentia confortável em desempenhar seu papel na série Two and a Half Men, classificou a série de "suja". Leia a declaração a seguir. “Por favor, pare de assistir e encher a sua cabeça com sujeira”, pede ele na gravação. “Eu estou em Two and a Half Men mas eu não quero estar. Por favor, pare de assistir”. Dias depois ele veio ao público, dizendo que tinha o maior respeito pelos atores, produtores e diretores da série.
Após isso, Angus abandonou a série ao final da 10ª temporada. Fazendo apenas participações em alguns episódios das temporadas 11ª e 12ª. No que diz respeito à atuação, Jones não assumiu papéis importantes desde que deixou Dois Homens e Meio em 2015, tendo algumas aparições pequenas na série de TV Horace e Pete (2016). 

## Filmografia

### Filmes
| Ano  | Título                  | Papel             | Notas                 |
| ---- | ----------------------- | ----------------- | --------------------- |
| 1999 | Simpatico               | Criança de 5 anos | Participação especial |
| 2001 | See Spot Run            | James             |                       |
| 2001 | Dinner with Friends     | Sammy             | Telefilme             |
| 2002 | The Rookie              | Hunter Morris     |                       |
| 2003 | Bringing Down the House | Georgey Sanderson |                       |
| 2003 | Audrey's Rain           | Tye Powell        | Telefilme             |
| 2003 | George of the Jungle 2  | George Jr         | Diretamente em vídeo  |
| 2005 | The Christmas Blessing  | Charlie Bennett   | Telefilme             |
| 2010 | Due Date                | Jake Harper       |                       |

### Televisão
| Ano       | Título                         | Papel        | Notas                                            |
| --------- | ------------------------------ | ------------ | ------------------------------------------------ |
| 2001      | ER                             | Sean Gattney | Episódio: "Quo Vadis?"                           |
| 2003-2013 | Two and a Half Men             | Jake Harper  | Elenco principal                                 |
| 2008      | CSI: Crime Scene Investigation | Jake Harper  | Episódio: "Two and a Half Deaths" (Sem créditos) |
| 2010      | Hannah Montana                 | T.J.         | Episódio: "Sweet Home Hannah Montana"            |